# پرکراسته

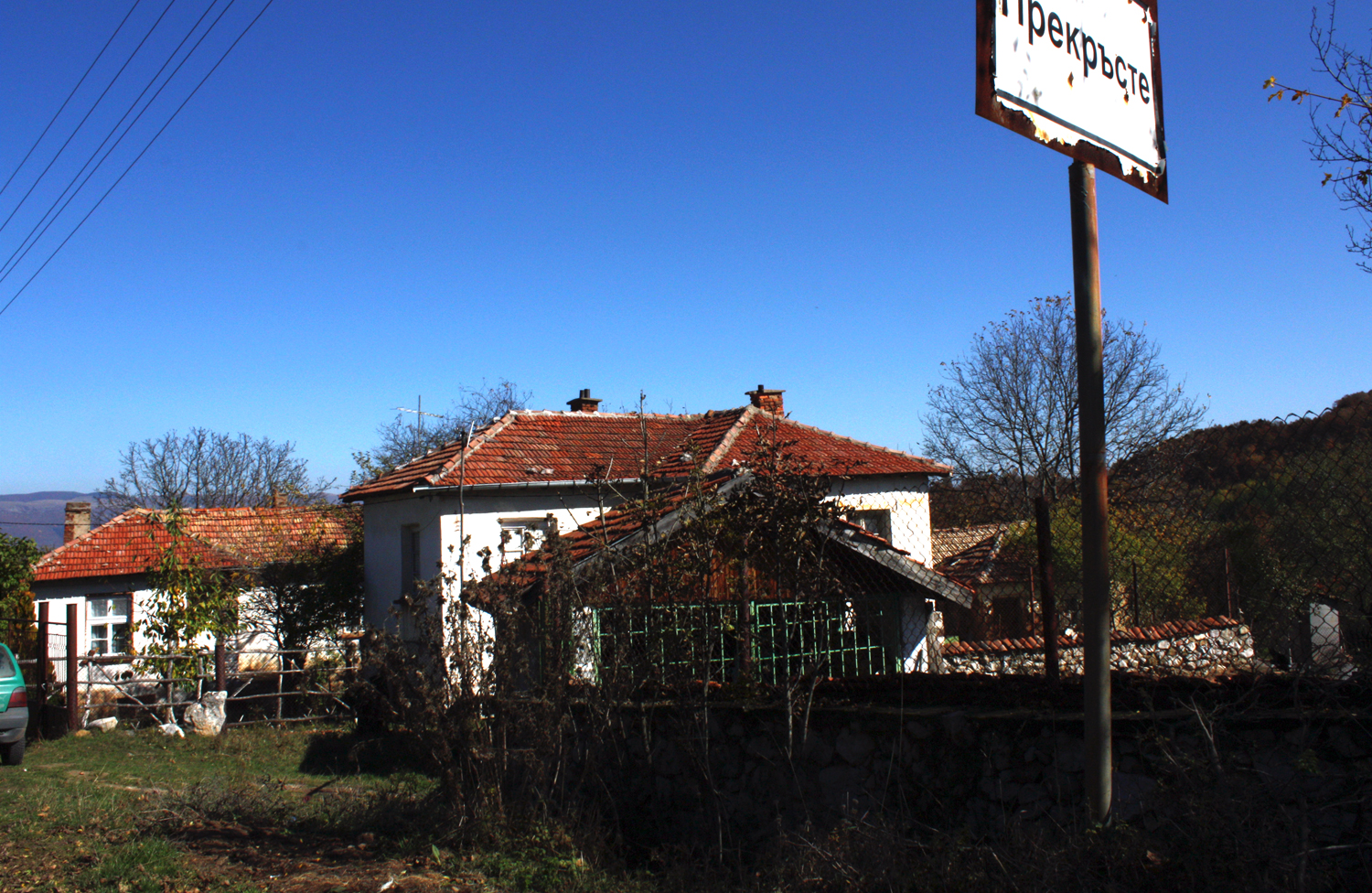
ورودی شهر پرکراسته از سوی دراگومان

پرکراسته (به بلغاری: Prekraste) یک منطقهٔ مسکونی در بلغارستان است که در استان صوفیه واقع شده‌است.